# Jódhiány
A jódhiány a jód nyomelem hiánya, amely nélkülözhetetlen tápanyag az étrendben. Ez olyan anyagcsere-problémákat eredményezhet, mint a golyva, esetenként endemikus golyva, valamint a veleszületett jódhiányos szindróma a kezeletlen veleszületett hypothyreosis következtében, ami fejlődési késleltetést és egyéb egészségügyi problémákat eredményez. A jódhiány fontos globális egészségügyi probléma, különösen a termékeny és terhes nők esetében. Az értelmi fogyatékosság megelőzhető oka is.
A jód nélkülözhetetlen ásványi anyag a gyermekek idegrendszeri fejlődéséhez. A pajzsmirigyhormonok, a tiroxin és a trijódtironin jódot tartalmaznak. Azokon a területeken, ahol kevés a jód az étrendben, jellemzően távoli szárazföldi területeken, ahol nem esznek tengeri ételeket, gyakori a hiány. Gyakori a hegyvidéki területeken, ahol jódszegény talajban termesztik az élelmiszert.
A megelőzés magában foglalja, hogy kis mennyiségű jódot adnak a konyhasóhoz, amely termék jódozott sóként ismert. Hiányos területeken a jódvegyületeket más élelmiszerekhez is hozzáadták, például liszthez, vízhez és tejhez. A tenger gyümölcsei szintén jól ismert jódforrások.
Az Egyesült Államokban a 20. század közepe óta csökkent a jód használata a túladagolás miatti aggodalmak miatt, és a jód antagonisták, a bróm, a perklorát és a fluor egyre általánosabbá váltak. 1980 körül a kálium-jodát tésztakondicionálóként kenyérben és pékárukban való használatának gyakorlatát fokozatosan felváltották más kondicionáló szerek, például a bromid használata.

Disability-adjusted life years (DALY) a jódhiány miatt 100 000 lakosra 2002-ben a WHO adatok szerint

A golyvát okozó jódhiány 2010-ben világszerte 187 millió embernél fordul elő (a lakosság 2,7%-a). 2013-ban 2700 halálesetet okozott, szemben az 1990-es 2100 halálesettel.

## Tünetei

### Fibrocisztás emlőbetegség
Előzetes bizonyítékok vannak arra vonatkozóan, hogy a jódhiány fokozza a mellszövet ösztrogénérzékenységét. Ösztradiollal kezelt patkányoknál kimutatták, hogy a jódhiány a jóindulatú emlőelváltozásokhoz hasonló változásokhoz vezet, amelyek visszafordíthatók az étrendben lévő megnövekedett jódtartalommal. Néhány tanulmányban a jód-kiegészítés jótékony hatást fejtett ki (például csökkentette az emlőciszták, rostos szöveti plakkok és emlőfájdalmak jelenlétét) a fibrocisztás emlőbetegségben szenvedő nőknél.
A jód mellrák elleni védekező hatásait epidemiológiai bizonyítékok feltételezték, és állatmodellek írták le. Tekintettel a jód emlőszövetben lévő antiproliferatív tulajdonságaira, a molekuláris jód-kiegészítést javasolták adjuvánsként emlőrákban.